# Косигая
Косига́я (яп. 越谷市 Косигая-си) — Центральный город в Японии, находящийся в префектуре Сайтама. Площадь города составляет 60,31 км², население — 332 305 человек (1 августа 2014), плотность населения — 5509,95 чел./км². Косигая славится производством кукол Дарума.

## Географическое положение
Город расположен на острове Хонсю в префектуре Сайтама региона Канто. С ним граничат города Сайтама (яп. さいたま市), Касукабе (яп. 春日部市), Кавагути (яп. 川口市), Сока (яп. 草加市), Йосикава (яп. 吉川市) и посёлок Мацубуси (яп. 松伏町).

## Население
Население города составляет 332 305 человек (1 августа 2014), а плотность — 5509,95 чел./км². Изменение численности населения с 1980 по 2005 годы:
| 1980 | 223 241 чел. |  |
| 1985 | 253 479 чел. |  |
| 1990 | 285 259 чел. |  |
| 1995 | 298 253 чел. |  |
| 2000 | 308 307 чел. |  |
| 2005 | 315 792 чел. |  |

## Образование
- Университет Бункё.
- Университет Префектуры Сайтама.
- Младший Колледж Сайтама Тохо.

Косигая имеет 30 начальных школ, одну частную, 15 государственных средних школ и десять старших.

## Транспорт

### Железнодорожный
- JR East-Линия Мусасино.
- Минами-Косигая-Косигая-Лейктаун
- Tobu Railway-Линия Тобу Исэсаки.
- Гамо-Шин-Косигая-Косигая-Кита-Косигая-Обукуро-Сенгендай

### Шоссе
- Национальный Маршрут Японии 4
- Национальный Маршрут Японии 463

## Местные достопримечательности
- Дендрарий Аритаки.
- Торговый центр Aeon Laketown

## Известные люди
- Ясуэ Фунаяма, политик.
- Сумио Иидзима, учёный.
- Ацуси Сато, футболист.
- Цубаса Масувака, фотомодель.
- Джунри Намигата, профессиональная теннисистка.
- Аби Масатора, борец сумо.
- Рюто Ясуока, баскетболист

## Города-побратимы
- Кэмпбелтаун[англ.] (Новый Южный Уэльс, Австралия)[6] (с 1984 года[7]).